# Arnaud Kouyo
Arnaud Kouyo (Abidjan, 8 aprile 1984) è un ex calciatore ivoriano, di ruolo difensore.

## Carriera

### Club
La sua carriera in Italia comincia nel 2002 nel Lecce, con cui debutta giovanissimo in Serie A all'età di diciannove anni in Chievo-Lecce (2-3) del 2 febbraio 2004. Alla fine del torneo è quella l'unica presenza in prima squadra.
Conquista due scudetti, una Coppa Italia e una Supercoppa con la formazione Primavera.
Nel gennaio 2005 passa in prestito al Mons in Pro League, prima divisione del campionato belga. La stagione successiva gioca, sempre in prestito, con il SIAD Most in 1. liga, prima divisione del campionato ceco, prima di approdare alla Juve Stabia in Serie C1.
Terminato il prestito alla Juve Stabia, si svincola dal Lecce nell'agosto 2007.
Dopo un periodo di inattività il 30 dicembre 2008 il giocatore, svincolato, si accasa all'Atletico Tricase col quale disputa il campionato pugliese di Eccellenza.
Nell'estate del 2009 passa in Serie D al Francavilla. Nella gennaio 2011 si accasa in Toscana alla Fortis Juventus, formazione di Serie D; ha poi proseguito la carriera nelle serie minori.

### Nazionale
Nel 2003 con la Costa d'Avorio ha preso parte al campionato mondiale Under-20 disputatosi negli Emirati Arabi Uniti.

## Palmarès

### Club

#### Competizioni giovanili
- Campionato Primavera: 2

Lecce: 2002-2003, 2003-2004